# Divisiones censales de Alberta

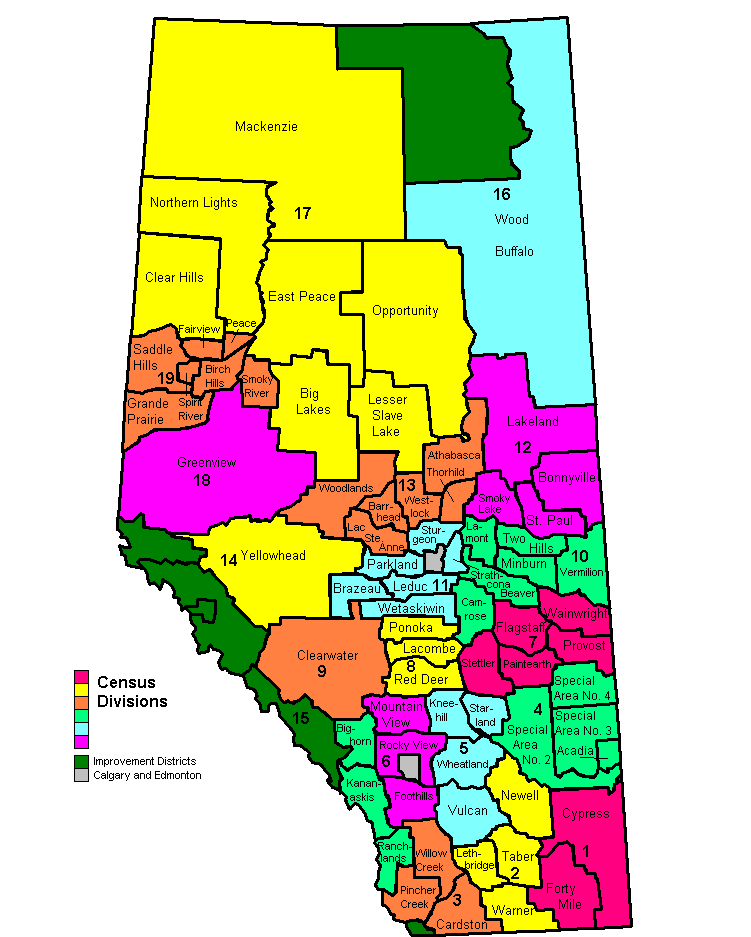
Mapa de las divisiones censales de Alberta en distritos, condados y distritos municipales.

La provincia de Alberta, Canadá, está dividida en 19 divisiones censales, según Statistics Canada, la cual contiene gobiernos municipales, es decir, municipios del condado, distritos de mejoras, áreas especiales, municipios especializados, distritos municipales, municipios regionales, ciudades, pueblos, villas, villas de verano, asentamientos indígenas, y reservas indígenas. Las divisiones censales no son una unidad del gobierno local en Alberta.
- División n.º 1 (Alberta) (Medicine Hat)
  - Condado de Cypress, Alberta
  - Condado de Forty Mile n.º 8, Alberta
- División n.º 2 (Alberta) (Lethbridge)
  - Condado de Lethbridge, Alberta
  - Condado de Newell n.º 4, Alberta
  - Taber, Alberta (municipal district)
  - Condado de Warner n.º 5, Alberta
- División n.º 3 (Alberta) (Fort Macleod)
  - Cardston County (Alberta)
  - Improvement District n.º 4, Alberta
  - Pincher Creek n.º 9, Alberta
  - Willow Creek n.º 26, Alberta
- División n.º 4 (Alberta) (Hanna)
  - Acadia n.º 34 (Alberta)
  - Special Area n.º 2 (Alberta)
  - Special Area n.º 3 (Alberta)
  - Special Area n.º 4 (Alberta)
- División n.º 5 (Alberta) (Drumheller)
  - Kneehill County (Alberta)
  - Starland County (Alberta)
  - Vulcan County (Alberta)
  - Wheatland County (Alberta)
- División n.º 6 (Alberta) (Calgary)
  - Calgary
  - Foothills n.º 31 (Alberta)
  - Mountain View County (Alberta)
  - Rocky View n.º 44 (Alberta)
- División n.º 7 (Alberta) (Stettler)
  - Flagstaff County (Alberta)
  - Paintearth County n.º 18 (Alberta)
  - Provost n.º 52 (Alberta)
  - Stettler County n.º 6 (Alberta)
  - Wainwright n.º 61 (Alberta)
- División n.º 8 (Alberta) (Red Deer)
  - Lacombe County (Alberta)
  - Ponoka County (Alberta)
  - Red Deer County (Alberta)
- División n.º 9 (Alberta) (Rocky Mountain House)
  - Clearwater County (Alberta)
- División n.º 10 (Alberta) (Camrose-Lloydminster)
  - Beaver County (Alberta)
  - Camrose County n.º 22 (Alberta)
  - Lamont County (Alberta)
  - Minburn County, n.º 27 (Alberta)
  - Two Hills County n.º 21 (Alberta)
  - Vermilion River County n.º 24 (Alberta)
- División n.º 11 (Alberta) (Edmonton)
  - Brazeau County (Alberta)
  - Edmonton-St. Albert (Alberta)
  - Leduc County (Alberta)
  - Parkland County (Alberta)
  - Strathcona County (Alberta)
  - Sturgeon County (Alberta)
  - Wetaskiwin County (Alberta)
- División n.º 12 (Alberta) (St. Paul) 
  - Bonnyville n.º 87 (Alberta)
  - Lakeland County (Alberta)
  - Smoky Lake County (Alberta)
  - St. Paul County n.º 19 (Alberta)
- División n.º 13 (Alberta) (Athabasca)
  - Athabasca County n.º 12 (Alberta)
  - Barrhead County (Alberta)
  - Lac Ste. Anne County (Alberta)
  - Thorhild County n.º 7 (Alberta)
  - Westlock County (Alberta)
  - Woodlands County (Alberta)
- División n.º 14 (Alberta) (Edson)
  - Yellowhead County (Alberta)
- División n.º 15 (Alberta) (Banff)
  - Bighorn n.º 8 (Alberta)
  - Canmore (Alberta)
  - Crowsnest Pass (Alberta)
  - Improvement District n.º 9 (Alberta)
  - Improvement District n.º 12 (Alberta)
  - Kananaskis n.º 5 (Alberta)
  - Ranchland n.º 66 (Alberta)
- División n.º 16 (Alberta) (Fort McMurray)
  - Wood Buffalo (Alberta)
- División n.º 17 (Alberta) (Slave Lake)
  - Big Lakes (Alberta)
  - Clear Hills County (Alberta)
  - Northern Sunrise County (Alberta)
  - Lesser Slave River n.º 124 (Alberta)
  - Mackenzie n.º 23 (Alberta)
  - Northern Lights n.º 22 (Alberta)
  - Opportunity n.º 17 (Alberta)
- División n.º 18 (Alberta) (Grande Cache)
  - Greenview n.º 16 (Alberta)
- División n.º 19 (Alberta) (Grande Prairie)
  - Birch Hills County (Alberta)
  - Fairview n.º 136 (Alberta)
  - Grande Prairie County (Alberta)
  - Peace n.º 135 (Alberta)
  - Saddle Hills County (Alberta)
  - Smoky River n.º 130 (Alberta)
  - Spirit River n.º 133 (Alberta)